# Līga Grīnberga-Lisnere
Līga Grīnberga-Lisnere (22 februari 1958) is een voormalig Sovjet basketbalspeelster.

## Carrière
Grīnberga speelde haar gehele basketbal carrière voor TTT Riga. Met TTT won ze zes Sovjet-kampioenschappen in 1976, 1977, 1979, 1980, 1981 en 1982. Ook won ze drie Europese Cup-titels 1977, 1981 en 1982.

## Erelijst
- Landskampioen Sovjet-Unie: 6
  - Winnaar: 1976, 1977, 1979, 1980, 1981, 1982
  - Tweede: 1978
- EuroLeague Women: 3
  - Winnaar: 1977, 1981, 1982
- Spartakiad van de Volkeren van de USSR: 1
  - Winnaar: 1979